# المكعب (برنامج تلفزيوني)
المكعب برنامج مسابقات فيه العاب تحتاج إلى التركيز، الصبر والدقة بالتنفيذ. انطلق البرنامج في 24 آذار 2010، ويعرض اسبوعيا على القناة الأولى من التلفزيون السعودي ويقدمه الفنان السعودي فيصل العيسى. الجائزة المقدمة قدرها 250 ألف ريال سعودي.
البرنامج هو النسخة العربية السعودية من البرنامج البريطاني "The Cube" الذي يعرض على قناة آي تي في منذ عام 2010. وجميع الحلقات تم تسجيلها في استوديو خاص بالمسابقة في مدينة لندن.
اشترى التلفزيون السعودي حقوق هذه المسابقة بهدف تطوير برامجه وجذب المشاهدين السعوديين والعرب إلى قنواته.

## فكرة البرنامج
في كل حلقة، المتسابقون يواجهون سبع مهام مختلفة، كلما تقدم المتسابق في تنفيذ المهام، كلما ازدادت صعوبتها وقيمتها. جميع الألعاب يتم إنجازها في داخل مكعب عملاق مصنوع من مادة البريبليكس مقاسه 4×4×4 أمتار.
لدى كل متسابق تسع فرص منذ بداية اللعب، إذا لم يستطع انجاز المهمة يخسر أحدها وعليه المحاولة من جديد حتى تحقيق الهدف. إذا استنفذت كل الفرص ولم يستطع انهاء المهمة يخسر كل المبلغ الحاصل عليه حتى تلك اللحظة، ويخرج من المسابقة دون أي شيء.
وبإمكان للمتسابق اختيار الاستمرار في اللعب أم الانسحاب واخذه الأرباح التي جمعها حتى تلك اللحظة قبل البدأ في مهمة جديدة. سلسلة الأرباح في النسخة العربية السعودية هي على الشكل التالي:
| المهمة  | قيمتها             |
| ------- | ------------------ |
| الأولى  | 1,000 ريال سعودي   |
| الثانية | 2.000 ريال سعودي   |
| الثالثة | 10.000 ريال سعودي  |
| الرابعة | 20.000 ريال سعودي  |
| الخامسة | 50.000 ريال سعودي  |
| السادسة | 100.000 ريال سعودي |
| السابعة | 250.000 ريال سعودي |

قبل كل مهمة يعرض للمتسابق والمشاهدين، مقطع قصير ما هي المهمة وكيفية تنفيذها. ولدى المتسابقين وسيلتان للمساعدة تستخدمان لمرة واحد فقط خلال المسابقة وهما:
- تجربة اللعبة: هذه المساعدة تتيح للمتسابق أمكانية تجربة المهمة التالية بحيث تساعده على معرفة مدى صعوبتها على أرض الواقع ولإتخاذ القرار في البقاء أو الانسحاب. ولكن إذا استطاع تنفيذ المهمة خلال التجربة، إنجازها لا يحتسب ولايحصل على المبلغ الهدف.
- التبسيط: هذه الوسيلة المساعدة تقوم بتسهيل المهمة للمتسابق لكي يتمكن من إنجازها وذلك من خلال تقليل عدد الكرات المستخدمة، تقريب المسافة بين المتسابق والهدف والخ...

ولمساعدة المتسابقين، المقدم يقوم بإعطاء بعض الإحصاءات حول المهمة الذي سيواجهها، مثل عدد الفرص التي تتطلب خسرتها حتى انجازها، عدد المتسابقين الذين أنجزوا المهمة من المحاولة الأولى، إذا هي أسهل للنساء أكثر من الرجال أو العكس.

## روابط خارجية
- المكعب على موقع IMDb (الإنجليزية)
- المكعب على موقع كينوبويسك (الروسية)
- المكعب على موقع قاعدة بيانات الفيلم (الإنجليزية)